# Solenotichus
Solenotichus is een geslacht van wantsen uit de familie van de Scutelleridae (Pantserwantsen). Het geslacht werd voor het eerst wetenschappelijk beschreven door Martin in 1897.

## Soorten
Het genus is monotypisch en bevat alleen de volgende soort:

- Solenotichus circuliferus (Walker, 1867)